# William Harvey
William Harvey (Folkestone, 1º aprile 1578 – Roehampton, 3 giugno 1657) è stato un medico inglese, il primo scienziato a descrivere accuratamente il sistema circolatorio umano e le proprietà del sangue pompato dal cuore in tutto il corpo. 
È considerato il padre dell'angiologia e della cardiologia..

## Biografia

### Famiglia e studi
Figlio di Thomas e Joan Harvey, William fu il primo di nove figli, sette maschi e due femmine. Il padre era un uomo d'affari impegnato nel commercio con l'estero e, grazie all'agiatezza economica derivante da tale professione, il giovane William poté subito dedicarsi agli studi e alla sua passione per la medicina. A differenza dei fratelli, che furono assorbiti dal mondo del commercio e che seguirono le orme paterne, William Harvey dimostrò già in tenera età una profonda passione per lo studio dei classici e del latino. All'età di dieci anni si iscrisse alla King's School di Canterbury, dove ricevette un'approfondita educazione umanistica. A sedici anni entrò al Gonville and Caius College di Cambridge, dove ebbe per la prima volta l'opportunità di assistere alla pratica della dissezione. Per l'insegnamento dell'anatomia a scuola, infatti, venivano sezionati ogni anno i cadaveri di due criminali giustiziati. Conseguito il diploma nel 1597, viaggiò attraverso la Francia, la Germania e l'Italia dove, nel 1600, si trasferì all'Università di Padova. A Padova studiò medicina e fu allievo di Girolamo Fabrici d'Acquapendente, successore di Gabriele Falloppio e del filosofo Cesare Cremonini.
Della laurea in medicina, avvenuta il 25 aprile 1602 all'età di ventiquattro anni, si racconta che avesse così compitamente conseguito il suo titolo di studi da superare di gran lunga le aspettative dei suoi esaminatori.

### Carriera ospedaliera e Professore Lumleiano
Dopo la laurea a Padova, Harvey rientrò in Inghilterra, dove esercitò la professione di medico a Londra e aderì al Royal College of Physicians il 5 ottobre 1604. Nello stesso anno sposò Elizabeth Browne, figlia di Lancelot Browne, medico personale di Elisabetta I e Giacomo I.
Eletto fellow del Royal College of Physicians il 5 giugno 1607, Harvey accettò l'incarico presso il St Bartholomew's Hospital, dove lavorò per il resto della sua vita. La nomina alla docenza di professore Lumleiano il 4 agosto 1615 rappresentò per Harvey la più alta vetta professionale e la giusta occasione per approfondire le conoscenze anatomiche.
Il corso Lumleiano, fondato dal dottor Lumley e dalla dottoressa Caldwell nel 1583, consisteva, infatti, nello svolgere un ciclo di lezioni sull'anatomia e su vari aspetti della chirurgia per un periodo di sette anni in giro per l'Inghilterra. Le sue lezioni iniziarono nel 1616 ed egli mantenne questo ruolo fino al 1656.

### Medico di corte e guerra civile inglese
Nel 1618 Harvey fu medico di corte sotto Giacomo I e con l'ascesa al trono di Carlo I, i suoi legami con la famiglia reale si fecero più stretti. Fu, infatti, nel 1630 nominato medico del Re e nel 1639 divenne il senior tra i medici reali.
Era spesso al fianco del Re e molto utili gli furono le spedizioni di caccia, dove aveva la possibilità di analizzare le carcasse di numerosi animali; su di loro fece le sue osservazioni, le sue ricerche, i suoi studi, le sue teorie. Di questo periodo (1628) è la sua opera più importante, la Exercitatio anatomica de motu cordis et sanguinis in animalibus, in cui espose le sue scoperte sulla circolazione del sangue.
Molti degli scritti di Harvey andarono perduti quando nel 1642, durante la guerra civile, le truppe parlamentari saccheggiarono la sua abitazione londinese. I documenti contenevano un gran numero di dissezioni, osservazioni sullo sviluppo degli insetti e trattati di anatomia comparata. Scarse sono dunque le testimonianze della sua attività di ricerca e poco è il materiale per ricostruire una sua biografia intellettuale.
Durante la guerra civile rimase fedele al Re, il quale, nel 1645 lo pose a capo del Merton College di Oxford in sostituzione di un sostenitore del Parlamento. Harvey tenne l'incarico per un anno e poi fu sostituito quando l'esercito fedele al Parlamento prese Oxford.

### Morte e sepoltura
Harvey morì settantanovenne a Roehampton il 3 giugno 1657. La causa fu un'emorragia cerebrale. È molto probabile che l'arteria sinistra avesse un funzionamento anomalo che portava ad un progressivo accumulo di sangue al cervello. Del giorno della sua morte ci rimane un resoconto abbastanza dettagliato. Secondo le testimonianze, Harvey:
Nel testamento lasciò i suoi averi al fine di fondare una scuola, tuttora esistente, nella sua città natale, dove è commemorato così: “William Harvey, il primo ad aver compiuto studi sperimentali sulla circolazione polmonare e sistemica del sangue, teoria attribuitagli 300 anni dopo".
Harvey fu sepolto a Hempstead, Essex. Le condizioni della sepoltura di Harvey sono note: 
Il giorno di San Luca, 18 ottobre 1883, i resti di Harvey sono stati traslati, trasportati nell'archivio del College dei Medici e depositati in un sarcofago contenente le sue opere e un'iscrizione:
"Il corpo di William Harvey, laccato di piombo, fu deposto senza nessun tipo di custodia o protezione nella chiesa di Hempstead, Essex, nel giugno 1657. Trascorso del tempo, il piombo, soggetto a deterioramento naturale, era gravemente danneggiato, tanto da mettere in pericolo la conservazione dei resti. Dovevano essere fatte alcune riparazioni in memoria dell'illustre scopritore della circolazione del sangue. Il Royal College of Physicians, con il permesso dei rappresentanti della famiglia Harvey, se ne prese carico. Il piombo contenente i resti di Harvey fu riparato e fu, per quanto possibile, ripristinato lo stato originale... ".
Dopo la sua morte fu costruito il "The William Harvey Hospital" nella città di Ashford, a poche miglia da Folkstone.

### IlDe motu cordis
Pubblicato nel 1628 nella città di Francoforte, l'opera Exercitatio anatomica de motu cordis et sanguinis in animalibus contiene le teorie di Harvey sulla scoperta della circolazione sanguigna. A differenza della maggior parte della letteratura anatomica del tempo, il libro menziona soltanto brevemente le opinioni degli scienziati precedenti. L'attenzione dell'autore è tutta rivolta a due argomenti specifici: l'azione del cuore e il circolo del sangue nell'organismo.
Il libro si apre con una semplice dedica al re Carlo I ed è suddiviso in due parti; alcuni sostengono che Harvey abbia scritto due trattati distinti unendoli in seguito.
Dopo il primo capitolo, che delinea semplicemente idee passate riguardanti il cuore e i polmoni, Harvey si sposta su una premessa fondamentale: lo studio accurato del cuore al fine di comprendere il suo reale movimento. Egli stesso afferma di aver riscontrato in questo compito grandi difficoltà:
"... Ho trovato questo compito tanto arduo che ero quasi tentato di pensare che il movimento del cuore potesse essere compreso solo da Dio...”.
Nella prima metà del libro, dopo aver dimostrato l'inconsistenza delle teorie galeniche sul movimento dell'aria e del sangue nel cuore, viene accuratamente descritta l'azione dei ventricoli, delle orecchiette cardiache e delle arterie. Attraverso il metodo sperimentale Harvey dimostra che la contrazione del ventricolo destro spinge il sangue nell'arteria polmonare e che, invece la diffusione del sangue verso i tessuti dipende dalla contrazione del ventricolo sinistro. Il sangue si muove, quindi, dalla parte destra del cuore a quella sinistra passando per i polmoni, contrariamente alla teoria galenica tradizionale secondo cui il sangue attraverserebbe il cuore da destra a sinistra passando per pori invisibili nel setto interventricolare.
All'apice del lavoro di Harvey è sicuramente l'ottavo capitolo in cui si dimostra il movimento in circolo del sangue nel corpo. Harvey studiò a lungo le grandi quantità di sangue che lasciano il cuore, le strutture anatomiche dei vasi e delle valvole, la dimensione delle arterie connesse al cuore e infine si rese conto che vi era uno stretto legame tra strutture anatomiche e flusso sanguigno. Dal capitolo nove al quattordici egli dimostra l'effettiva esistenza della circolazione sanguigna. Egli sosteneva che dal cuore partisse una quantità di sangue tale da non poter essere interamente utilizzata dall'organismo e sostituita da sangue prodotto dal fegato (come sosteneva Galeno). La tradizione, infatti, sosteneva che al processo della circolazione partecipassero due sistemi distinti: quello naturale, che conteneva il sangue venoso che proveniva dal fegato e quello vitale, che conteneva gli spiriti e proveniva dal cuore. Harvey però, non avendo a disposizione il microscopio ma solo una lente d'ingrandimento, non poteva dimostrare sperimentalmente la connessione tra i due sistemi. Tuttavia, con un semplice esperimento di legatura a un braccio, dimostrò che questa connessione esiste:
- Si applica a un braccio una legatura tanto stretta da bloccare sia il flusso venoso che quello arterioso al di sotto;
- Si allenta la legatura per far nuovamente scorrere il sangue arterioso nel braccio, impedendone però un normale flusso venoso;
- Si osserva che le vene sotto la legatura si gonfiano, segno che il sangue arterioso giunge fino alla mano per poi tornare indietro verso il cuore attraverso il sistema venoso;

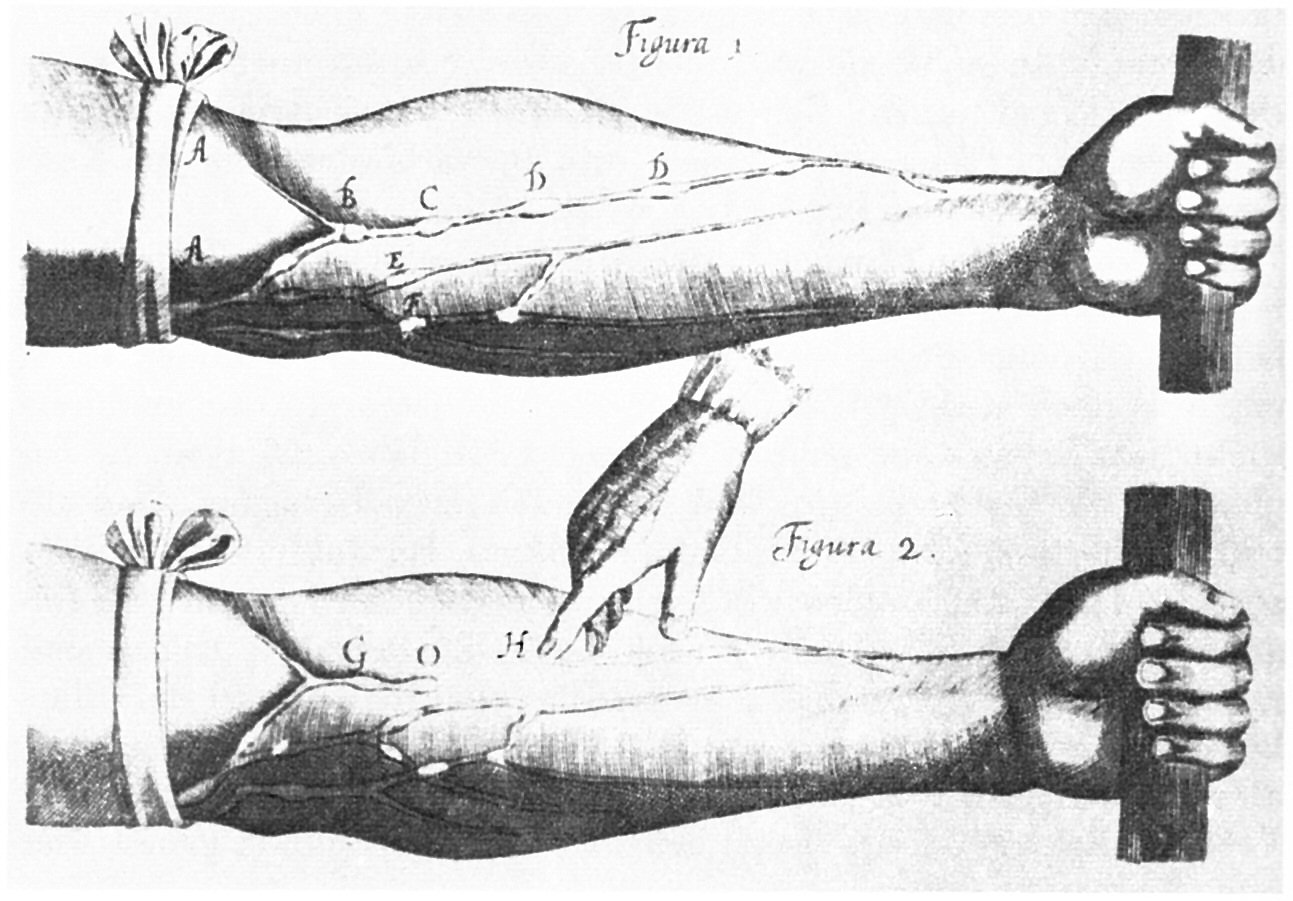
Immagine delle vene dalla Exercitatio Anatomica de Motu Cordis et Sanguinis in Animalibus di Harvey

L'ultima prova anatomica della circolazione del sangue consiste nella dimostrazione che le valvole all'interno delle vene indirizzano il flusso del sangue sempre verso il cuore, e non servono – come riportava la tradizione – per impedire un'eccessiva irrorazione delle estremità.
Dopo aver scoperto l'esistenza della circolazione sanguigna, Harvey può, nel capitolo sedici, prendere in esame fenomeni in precedenza incomprensibili come per esempio la rapida diffusione dei veleni nell'organismo.
Nell'ultimo capitolo, il diciassette, Harvey fornisce nuove prove anatomiche come per esempio il maggior spessore delle arterie prossime al cuore rispetto alle vene. Le arterie devono, infatti, essere più spesse e più resistenti perché sottoposte a una maggiore pressione dovuta alla contrazione del ventricolo sinistro.
I metodi di analisi utilizzati da Havey per la stesura del De Motu Cordis consistevano nella vivisezione di molti animali di specie diverse. La scoperta è stata fatta osservando il cuore di animali come l'anguilla, la lumaca, il pulcino e persino il piccione.
È anche importante precisare che Harvey aveva teorizzato l'esistenza di capillari. Tuttavia, non era in grado di dimostrare la loro esistenza a causa della mancanza di strumenti adeguati: non è stato infatti capace di capire come, a livello microscopico, il sangue passasse dalle arteriole alle venule.

### La circolazione del sangue prima di William Harvey
Molti scienziati nel corso dei secoli hanno teorizzato sul ruolo del cuore e sulla circolazione del sangue.
Per Aristotele, il cuore era l'organo centrale che controllava la circolazione, la sede dell'energia vitale, il punto da cui nasceva il sangue e nel quale il sangue era elaborato e impregnato con il calore animale. Il sangue era contenuto nel cuore e nei vasi sanguigni come in un recipiente, da cui l'uso del termine “vaso”. Dal cuore i vasi sanguigni si estendevano attraverso il corpo come gli schizzi che i pittori tracciano sui muri.
Aristotele non faceva alcuna distinzione fra le arterie e le vene; la vena cava era il vaso più grande e l'aorta il più piccolo, ma, entrambi, contenevano il sangue. Non vi era nessun movimento dal cuore ai vasi e il sangue si muoveva incessantemente in tutto il corpo ed era rinnovato dall'assorbimento dei prodotti di digestione.
La pulsazione del cuore e delle arterie era considerata da Aristotele come una specie di “ebollizione”
durante la quale i liquidi erano inondati dal soffio vitale, il cui calore era mitigato dallo pneuma assorbito attraverso i polmoni e trasportato al cuore attraverso i vasi polmonari.
Secondo l'errata concezione di Prassagora e di Erasistrato, si pensava, invece, che fossero solo le vene a contenere sangue e che le arterie contenessero aria. Prassagora fu uno dei primi a condurre uno studio esaustivo del polso.
Galeno arrivò quasi a scoprire il funzionamento della circolazione sanguigna. In contrapposizione alle teorie di Prassagora, dimostrò con un esperimento che le arterie contenessero sangue. Galeno identificò il sangue contenuto nelle vene descrivendolo come scuro e denso e credeva servisse per apportare nutrimento al corpo. Il sistema arterioso era, invece, ricco di sangue fluido e chiaro pieno di spirito vitale. I due sistemi erano chiusi e comunicavano al livello del cuore attraverso dei pori posti nel setto che separa i ventricoli e alla periferia attraverso i capillari definiti “vasi invisibili”.
L'organo principale per la nutrizione e la sanguificazione era il fegato dal quale partivano le venae cavae per irrorare il corpo. Egli, non avendo capito che il cuore funzionasse come una pompa, credeva che la forza pulsatile risiedesse nelle pareti del cuore e nelle arterie. Considerava il cuore come un “caminetto” dal quale aveva origine il calore innato del corpo. Il raffreddamento del sangue competeva invece ai polmoni.
Altri scienziati e medici teorizzarono la circolazione sistemica, come Realdo Colombo, Michele Serveto e Andrea Cesalpino. Harvey fu però il primo ad averla dimostrata attraverso il metodo sperimentale.

### Studi sull'embriologia
Negli ultimi anni della sua carriera, Harvey si dedicò allo studio dell'embriologia. Con il trattato del 1651, le Exercitationes de generatione animalium, egli appoggiò la teoria aristotelica secondo cui gli embrioni si formano gradualmente e che nel loro stadio iniziale non possiedono le caratteristiche di un adulto. Nel libro, assai più lungo del De Motu Cordis, Harvey esaminò le uova di gallina e di molti altri animali per seguire giornalmente lo sviluppo dell'embrione. Arrivò alla conclusione che il seme non entra in contatto con l'uovo, ma che un principio formativo viene trasmesso dal seme all'uovo per via non materiale.

## Opere
- De motu cordis (LA) Exercitatio anatomica de motu cordis et sanguinis in animalibus, 1628.
- (LA) Exercitatio anatomica, De circulatione sanguinis, Paris, Gaspard Meturas, 1650.
- (LA) Exercitationes de generatione animalium, London, Du-Gardianis, 1651.
- (LA) Guilielmi Harvei opera omnia, London, G. Bowyer, 1766.
- (EN) The works of William Harvey, London, Sydenham Society, 1847.